# Injectiemotor
Een injectiemotor is een verbrandingsmotor waarin de brandstof door middel van inspuiting (injectie) in de verbrandingskamer terechtkomt, in plaats van in een luchtstroom door een carburateur. Dit resulteert in een lager brandstofverbruik.
Frederick William Lanchester van de Forward Gas Engine Company in Birmingham experimenteerde in 1889 als eerste met brandstofinjectie.
Al aan het eind van de jaren 50 werd in luxeauto's (bijvoorbeeld Mercedes 300 "Adenauer") mechanische brandstofinjectiesystemen ingebouwd, terwijl in kleine auto's nog tot het begin van de jaren 90 carburateurmotoren werden toegepast. 
Sinds het begin van de jaren 90 moesten motorenbouwers in Europa voldoen aan de Euro-emissienorm. Om hier aan te kunnen voldoen nam de injectietechniek een hoge vlucht. Mede omdat motoren met veel vermogen ook meer verbruiken en meer moeite hebben om aan de normen te voldoen, wordt injectie daardoor interessant voor de consumentenmarkt. Maar pas tegen eind van de 20e eeuw is de carburateur volledig vervangen door elektronische brandstofinjectie. Bij motoren duurde dit wat langer. De populaire topmodellen zoals de Honda CBR Fireblade en de Kawasaki ZX9R kregen bijvoorbeeld pas in respectievelijk 2000 en 2002 injectie.

## Geschiedenis
Het idee van de brandstofinjectie is bijna zo oud als de verbrandingsmotor zelf. Reeds in 1884 ontwierp Johannes Spiel een stationaire motor met een mechanische injectiepomp. Bosch testte in 1912 een motor met een omgezette smeeroliepomp (Bosch Öler) ten behoeve van de brandstofinjectie; echter zonder doorslaand succes. Een uniek stuk uit 1930 bleef een lopende motorfiets van Moto Guzzi met een elektronische brandstofinjectie. 
Brandstofinjectie is vanaf de jaren 20 toegepast in dieselmotoren. Rond die tijd werd ook waterinjectie toegepast in scheepsdieselmotoren. Het vernevelen van koud water in de verbrandingskamer geeft zo'n 10-15% extra vermogen.

## Mechanische injectie
Het eerste mechanische brandstofinjectiesysteem dat in serie werd vervaardigd, was het in het midden van de jaren 30 door Bosch in samenwerking met Daimler-Benz ontwikkelde systeem voor de twaalfcilindermotor Daimler-Benz DB 601 van het jachtvliegtuig Messerschmitt Bf 109 en latere versies van de Wright R-3350-vliegtuigmotor zoals gebruikt in de B-29 Superfortress. Het belangrijkste voordeel is dat injectie positieonafhankelijk is en niet zoals carburateurs aan weigeringen onderhevig. Hans Scharenberg, op dat moment technisch ontwerper bij Daimler-Benz, werd later ontwikkelingsleider bij het bedrijf Gutbrod. Daar paste Scharenberg het eerste in een personenwagen toegepaste benzine-injectiesysteem toe in de Gutbrod Superior. Later zou de ontwerper van deze auto bij Mercedes-Benz gaan werken, waar hij verantwoordelijk was voor de motor van de 300SL uit 1954 (Gullwing). In de jaren 50 werden op deze wijze zowel kleine auto's met tweetaktmotoren (Gutbrod - 1951), luxewagens (Mercedes 220SE - 1958) en sportwagens (Mercedes-Benz 300SL) reeds uitgerust met een mechanische brandstofinjectie. 
In de jaren 60 had het bedrijf Kugelfischer ook een mechanische brandstofinjectie ontwikkeld die bijvoorbeeld werd gebruikt in de BMW 2000 tii (1969), Ford Capri RS 2600 (1970) en Peugeot 504. Ook de eerste (1973) in serie geproduceerde motorfiets met brandstofinjectie (Münch Mammut TTS/E) werd met dit systeem voorzien. Kugelfischer werd in 1979 door Bosch overgenomen. 
De mechanische brandstofinjectie met (zeer gecompliceerde) stempelinjectiepomp werd na 1970 niet veel meer gebruikt wegens de lastige en dure productiemethode. Porsche gebruikte het systeem nog tot 1976 in haar topmodel 911 Carrera met 210 pk. De laatste personenauto met een mechanische benzineinjectie en pomp was de luxueuze Mercedes 600 die tot 1981 is gebouwd.

## Elektronische injectie
Het eerste serievoertuig met elektronische brandstofinjectie was de Chrysler 300 uit 1958. Het eerste elektronische injectiesysteem van Bosch (D-Jetronic) werd als eerste in de USA-uitvoering van de VW 1600 geleverd. Pas eind 1967 werd de VW 1600 ook in Duitsland aangeboden. Vanaf begin 1969 gebruikte Mercedes-Benz het systeem in de W115 CE 250. Later in 1969 introduceerden ook Volvo met de 1800E en Citroën met de DS dit systeem. Porsche volgde met de 914-4 en Opel bood in 1970 als vierde Duitse autofabrikant de Commodore GS/E aan met D-Jetronic elektronische injectie.
Bosch ontwikkelde in 1970 in nauwe samenwerking met Porsche het K-Jetronic-systeem dat in vergelijking met de systemen van de jaren 50 en 60 minder ingewikkeld is. Porsche paste dit systeem vanaf 1973 toe in de 911. De eerste Audi met K-Jetronic werd aangeboden vanaf 1975 in de AUDI 80 (B1) GTE. Het jaar daarop volgde de Volkswagen Golf GTI met dezelfde motor. 
Eigenlijk is K-Jetronic geen elektronische injectie, maar een mechanische. De meter/benzineverdeler werkt puur mechanisch. Een auto met K-jetronic kan in bepaalde gevallen prima werken zonder enige elektrische input (behalve dan de elektrische benzinepomp), al zullen er dan wel problemen zijn met koude start en dergelijke. Men spreekt maar van echt elektronische injectie met de Motronic-systemen.
De firma Bosch is producent van de typen:
- D-Jetronic (1967)
- K-Jetronic  (1973)
  - KE-Jetronic
  - Mono-Jetronic
- L-Jetronic
  - LU-Jetronic
  - LH-Jetronic
- Motronic (1979)
  - ME-Motronic (1995) met elektronisch gaspedaal
  - MED-Motronic (2000) met directe inspuiting
  - MEG-Motronic: geïntegreerde versnellingsbaksturing
  - MEV-Motronic: geïntegreerde kleppensturing
  - Monomotronic